# Alfonso de Lara Gallardo
Alfonso de Lara Gallardo (Guadalajara, Jalisco, México, 27 de agosto de 1922-ibídem, 29 de septiembre de 2013) fue un pintor, muralista de iglesias, acuarelista, ilustrador de periódicos, revistas y libros, y dibujante publicitario. Sus padres fueron el comerciante Antonio de Lara Ruiz y Felícitas Gallardo Esparza.
Alentado por sus hermanos Manuel y Ana María, desde pequeño empezó a dibujar en trozos de papel que servían para empacar productos que se vendían en la tienda de abarrotes de su padre. Admiraba las ilustraciones de los cómics de Tarzán y El Príncipe Valiente elaboradas por Harold Foster.
A los nueve años su madre lo llevó al Taller de Carlos Stahl, donde duró poco tiempo.
Cuando trabajaba como dibujante publicitario para la tienda departamental Sears, en 1952, conoció a Jesús Álvarez del Castillo Velasco, entonces propietario y director del diario tapatío El Informador, quien lo contrató para hacer ilustraciones del periódico; pasó a ser ilustrador de planta de esa publicación, en la que reproducían sus acuarelas paisajísticas y de arquitectura y calles de pueblos y ciudades de Jalisco, para acompañar artículos sobre turismo y reseñas de la vida cotidiana.
En 1961 recibió una beca de dos años de parte del Instituto de Cultura Hispánica para viajar a España. En Madrid estudió en el Taller de Pintura de Eduardo Peña.
En la Parroquia de Nuestra Señora del Sagrario (Avenida Alcalde 925 esquina con Silvestre Revueltas, Guadalajara) ejecutó en 1970 un monumental «Vía Crucis», en 16 grandes cuadros en acrílico (14 representan las estaciones del Vía Crucis, y pintó dos adicionales) fijados en los muros laterales de esa iglesia. Fue un encargo del presbítero Benjamín Sánchez.
En 1973 la Arquidiócesis de Guadalajara le encargó un mural de 260 metros cuadrados, con el tema «La Pasión de Cristo», que pintó en el interior del muro lateral derecho (sur) del Templo Parroquial El Calvario, en la Colonia Jardines del Bosque de la capital jalisciense.
En 1979, el presbítero Pedro Castro, cura de la Parroquia de San Bernardo, en Guadalajara, solicitó la ejecución de un «Plan Salvífico de Dios a través de Cristo», una obra mural de 40 por 15 metros (600 metros cuadrados) para lo cual eligió a Alfonso de Lara, Luis Eduardo González Medina, Jorge Monroy, Jesús Carrillo Tornero, Miguel Ángel Mauleón Altieri y Pascual Rodríguez, quienes la concluyeron a fines de 1999, luego de 20 años. El mural fue inaugurado en 2000.
Participó en exposiciones colectivas e individuales en su ciudad natal.
La Universidad de Guadalajara le concedió en 1983 la Presea «José Clemente Orozco». 
En noviembre de 2019, la Universidad de Guadalajara organizó una exposición póstuma de dibujos y aguadas en la Galería Universitaria «Jorge Martínez», en la ciudad de Guadalajara.